# Centro Financiero Gigante

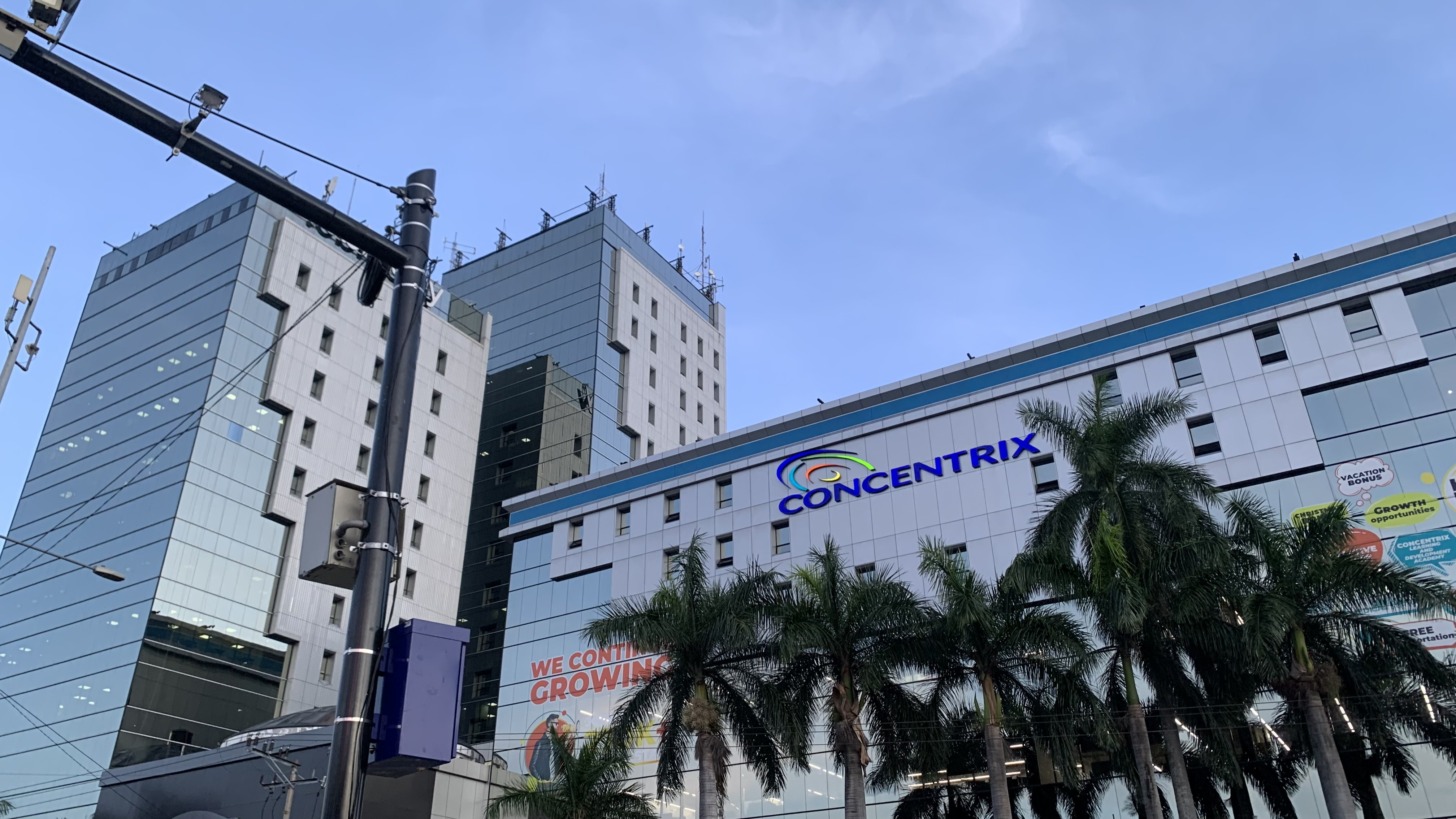
Vista del Centro Financiero Gigante en 2024

Centro Financiero Gigante es un complejo de edificios de oficinas corporativas ubicado en San Salvador, específicamente en Final de la Alameda Roosevelt, capital de El Salvador. Cuenta con cinco torres: una de 7, otra de 10, otra de 12, otra de 14 y la más alta de 19 pisos; la torre de mayor altura mide 70 metros (229.6 pies).

## Detalles de la obra
Es un complejo muy grande el Centro Financiero Gigante comprende, 5 torres que se destacan por sus paredes de vidrio en los que se refleja el movimiento de la gente en las calles. El edificio “B” es el más imponente con 19 niveles, de los cuales la mayoría los ocupa la empresa Telefónica. El “A”, en cambio, consta de 14 niveles en los que se ha radicado una empresa de comunicaciones, dos firmas de auditores internacionales y una embajada, entre otros. Es un proyecto que se inició por fases, con la construcción de las dos primeras torres. Luego de varios años fue creciendo el número de edificaciones y se ha convertido en uno de los complejos con mayor crecimiento en San Salvador.

### Distribución de las torres
- La torre "A" ha sido sede de varias empresas de Telefonía y de Seguridad
- La torre "B" (es la más alta) es propiedad de la compañía española Telefónica.[5]
- La torre "C" es propiedad de TIGO.
- La torre "D" es ocupada por la corporación CONCENTRIX en El Salvador.
- La torre más reciente es la "E" que es la sede de Walmart en El Salvador.

Otro de los servicios que ofrece el Centro financiero gigante, es el de Call Center, para diversas empresas, nacionales e internacionales.

## Actualidad
Más que una zona comercial, el Centro Financiero Gigante es una zona de mucho peso comercial en la capital, muestra de ello es que ahí se encuentran algunas de las compañías nacionales y extranjeras más importantes, Bancos, empresas aseguradoras y de telefonías son, en su mayoría, las que se han apropiado de esta zona y generan un flujo vehicular y de peatones sin precedentes.
Basta con observar el movimiento de la gente a las 12 del mediodía para dimensionar la trascendencia y el crecimiento comercial que se ha dado en la periferia en los últimos años, unas horas después, la historia se repite, ya que los trabajadores de nuevo
circulan en las calles para retornar a sus hogares a las 5:00 de la tarde, a esta hora los capitalinos abarrotan las paradas de buses en busca de transporte, 5 mil Empleados ocupan los cinco edificios del Centro Financiero Gigante.